# Barrios Unidos (Colombia)
Barrios Unidos è una località del distretto della capitale di Bogotà, in Colombia. È designato ufficialmente come distretto (località) numero 12.